# Bethany Joy Lenz

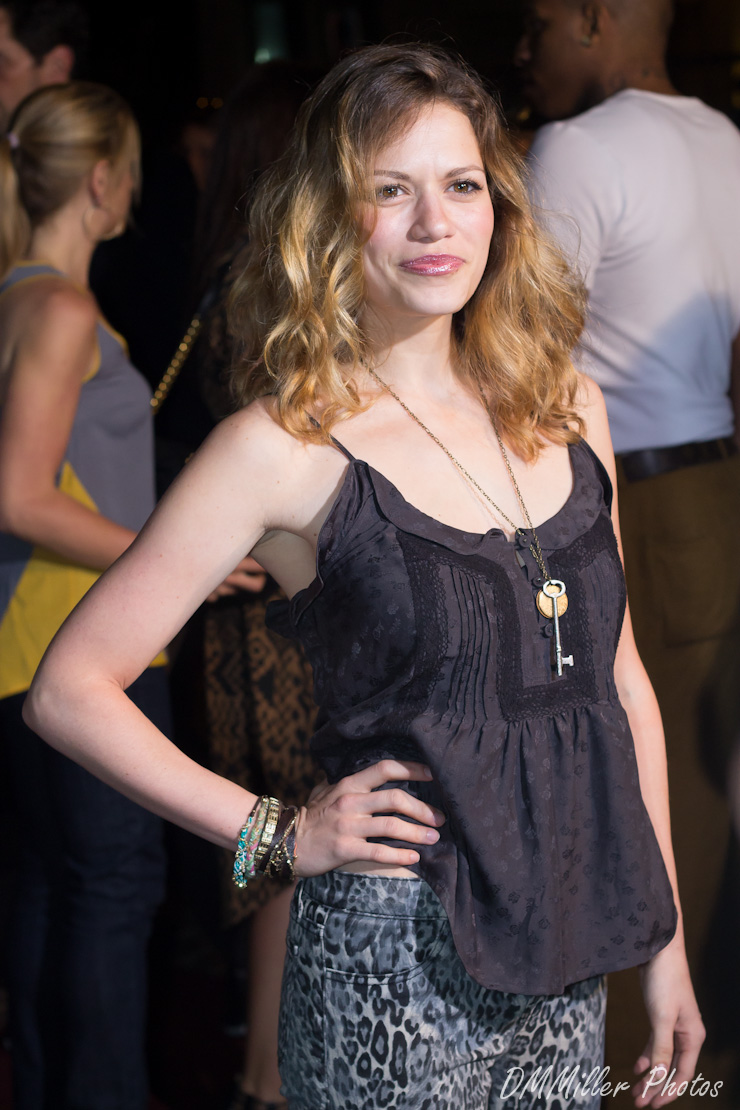
Bethany Joy Lenz (2012)

Bethany Joy Lenz (ur. 2 kwietnia 1981 w Hollywood na Florydzie) – amerykańska aktorka oraz piosenkarka pop rock i soft rockowa. Występowała m.in. w operze mydlanej Guiding Light oraz serialu Pogoda na miłość.
Nagrała niezależnie dwa albumy: Preincarnate (2002) i Come On Home (2005).

## Kariera filmowa
Mając piętnaście lat zadebiutowała na dużym ekranie, grając w filmie Thinner. Później można było ją zobaczyć w operze mydlanej telewizji CBS, Guiding Light. Wystąpiła również w musicalu "Foxy Ladies Love/Boogie 70's Explosion". Następnie zagrała w niezależnej produkcji filmowej The End Of August.
Po jakimś czasie przeprowadziła się do Los Angeles. Tam rozpoczęła grę w sztuce teatralnej The Outsiders, a także wystąpiła gościnnie w produkcjach: Off Centre, Czarodziejki, Felicity, Maybe It's Me i The Guardian.
W latach 2003–2012 występowała w serialu Pogoda na miłość jako Haley James Scott - przyjaciółka Lucasa Scotta oraz żona Nathana Scotta. W międzyczasie zagrała także w swoim drugim filmie Dziewczyny z drużyny 2.

## Kariera muzyczna
W październiku 2002 wydała swoją pierwszą niezależną płytę zatytułowaną Preincarnate.
W marcu 2005 roku, wyruszyła w miesięczną promocyjną trasę koncertową serialu Pogoda na miłość - wraz z Tylerem Hiltonem, The Wreckers (Michelle Branch i Jessica Harp) oraz Gavinem DeGrawem. W jej trakcie wykonała część piosenek, pochodzących z jej drugiego niezależnego albumu. Druga płyta, Come On Home, była sprzedawana podczas koncertów.
W 2006 roku nagrała również trzy utwory do ścieżki dźwiękowej "Ten Inch Hero".
W 2009 wyprodukowała musical Notebook.

## Życie osobiste
Bethany Joy Lenz urodziła się w Hollywood na Florydzie, jako córka nauczyciela historii oraz menadżerki. Ma młodszą siostrę. W dzieciństwie przeprowadzała się do Teksasu i New Jersey.
31 grudnia 2005 Bethany poślubiła członka zespołu Enation, Michaela Galeottiego, przejmując po nim nazwisko i występowała później jako Bethany Joy Galeotti. 23 lutego 2011 na świat przyszła ich córka Maria Rose Galeotti. W 2012 roku rozwiedli się i wróciła do swojego nazwiska

## Filmografia

### Telewizja
- Guiding Light jako Michelle Bauer Santos (1998-2000)
- Mary and Rhoda jako Rose Cronin (2000)
- Off Centre jako Heather (2001)
- Czarodziejki jako Lady Julia (2001)
- Felicity jako Gretchen (2001)
- The Legacy jako Jess (2002)
- Odlotowa małolata jako The Salesgirl (2002)
- The Guardian jako Claire Stasiak (2003)
- Pogoda na miłość[1] jako Haley James Scott (2003-2012)
- Dexter jako Cassie Jollenston (2013)
- Agenci T.A.R.C.Z.Y. jako Stephanie Malick (2016)
- Colony[1] jako Morgan (2016)
- Chirurdzy[1] jako Jenny (2018)
- Pearson jako Keri Allen[1] (2019)
- Miłość w butelce (Bottled with Love) jako Abbey Lawrence (2019)

### Kino
- Thinner jako Linda Halleck (1996)
- The End of August jako August Wells (2000)
- Dziewczyny z drużyny 2 jako Marni Potts (2004)
- Ocean desperacji jako Julie Riley (2017)
- Poinsettias for Christmas jako Ellie Palmer (2018)

## Dyskografia

### Preincarnate(2002)
1. "Overpopulated"
2. "1972"
3. "Day After Today"
4. "Honestly"
5. "Josiah"
6. "Don't Walk Away"
7. "Las Palmas"
8. "Mr. Radioman"

### Come On Home(2005)
1. "Songs in my Pockets"
2. "Leaving Town Alive" (Wykonawca oryginalnej wersji to Pancho's Lament)

1. "Crazy Girls"
2. "Sunday Train"
3. "If You're Missing (Come on Home)"

### Piosenki z One Tree Hill Tour (2005)
- "John & Junior"
- "Oh God / Foolish Heart"
- "Family Secrets"
- "Moving Out" (Wykonawca oryginalnej wersji to Billy Joel)
- "King of Wishful Thinking" (Wykonawca oryginalnej wersji to Go West)

### Debiutancki albumThe Starter Kit(niewydany)
1. "Songs In My Pockets"
2. "Devil Archerist"
3. "Then Slowly Grows (Come To Me)"
4. "Sunday Storm"
5. "Never Gonna Be (C'mon C'mon)"
6. Quicksand
7. Shiver
8. Blue Sky (Wykonawca oryginalnej wersji to Patty Griffin)

### Single
- "When the Stars Go Blue" (2005) (Z Tylerem Hiltonem; Wykonawca oryginalnej wersji to Ryan Adams)

### Piosenki z soundtracku One Tree Hill
- "Elsewhere" (Wykonawca oryginalnj wersji to Sarah McLachlan)
- "I Shall Believe" (Wykonawca oryginalnej wersji to Sheryl Crow)
- "Let Me Fall"
- "Halo"
- "When the Stars Go Blue" (Z Tylerem Hiltonem; Wykonawca oryginalnej wersji to Ryan Adams)
- "Feel This"

### Piosenki z soundtracku Ten Inch Hero
- The Long Way
- Get Your Love
- Something Familiar

### Inne piosenki
- "Ebony and Ivory"
- "Safe"
- "The Lonliness Is Better Near Now"
- "One More Thing"
- "Ophelia"